# Finsterthal
Finsterthal (en luxembourgeois : Fënsterdall) est une localité de la commune luxembourgeoise de Helperknapp située dans le canton de Mersch.